# Милош Костадиновић
Милош Костадиновић (Бор, 2. децембар 1988) српски је рукометаш.

## Спортска каријера
Игра на позицији десног крила. Рукометну каријеру је почео у нишком Железничару. Након тога је прешао у београдски Партизан у јулу 2009. године. Касније је играо у иностранству у Белорусији (Мешков Брест) и Румунији (ЦСМ Букурешт и Стеауа Букурешт).
Играо је за репрезентацију Србије на Европском првенству у рукомету 2012. године, када је освојена сребрна медаља.

## Успеси

### Клупски
- Партизан
  - Првенство Србије (2) : 2010/11, 2011/12.
  - Куп Србије (1) : 2011/12.
  - Суперкуп Србије (3) : 2009, 2011, 2012.

### Репрезентативни
- Европско првенство:  2012.